# Plagiostenopterina friederichsi
Plagiostenopterina friederichsi är en tvåvingeart som beskrevs av Günther Enderlein 1924. Plagiostenopterina friederichsi ingår i släktet Plagiostenopterina och familjen bredmunsflugor.
Artens utbredningsområde är Madagaskar. Inga underarter finns listade i Catalogue of Life.